# Leslie Dewan
Leslie Dewan (née le 27 novembre 1984) est une ingénieure nucléaire américaine. Elle a été cofondatrice et directrice générale de Transatomic Power. Dewan est membre du conseil d'administration du MIT et a été nommé Young Global Leader par le Forum économique mondial.

## Éducation
Dewan est diplômé en 2002 de la Winsor School de Boston dans le Massachusetts. Elle a obtenu un Bachelor of Science au Massachusetts Institute of Technology en génie mécanique et en génie nucléaire en 2007. Elle a obtenu son doctorat. en génie nucléaire du MIT en 2013. Pendant son séjour au MIT, Dewan a reçu une bourse d'études supérieures en sciences computationnelles du Département de l'énergie et une bourse présidentielle du MIT.

## Entrepreneuriat
Dewan a cofondé Transatomic Power à Cambridge (Massachusetts) en 2011 et a été le directeur général jusqu'à ce que la société cesse ses activités. Transatomic Power a été fondée pour concevoir et développer un réacteur à sels fondus (réacteur de génération IV) afin de produire une énergie nucléaire propre et à faible coût,,,,. En décembre 2012, le magazine Forbes a sélectionné Dewan pour ses 30 Under 30 sur l'énergie. En septembre 2013, MIT Technology Review a reconnu Dewan comme l'un des «35 innovateurs de moins de 35 ans». En décembre 2013, le magazine TIME a sélectionné Dewan comme l'une des "30 personnes de moins de 30 ans qui changent le monde". En 2016, des erreurs ont été découvertes dans l'analyse par l'entreprise de la conception de son réacteur. Une conception de réacteur corrigée présentait des avancées techniques substantielles par rapport aux réacteurs à eau légère conventionnels[réf. nécessaire]. Cependant, il ne répondait pas aux exigences commerciales pour une croissance rapide de l'entreprise. Le 25 septembre 2018, Transatomic avait cessé ses activités et placé ses données de conception dans le domaine public,.

## Apparitions dans les médias
Dewan est apparu dans le documentaire Uranium - Twisting the Dragon's Tail et dans un épisode de Nova intitulé The Nuclear Option en 2017. En 2019, elle a animé la série Web Electric Earth de National Geographic Partners. Elle devrait apparaître dans le prochain documentaire The Limitless Generation.